# Franse parlementsverkiezingen 1932
De Franse parlementsverkiezingen van 1932 werden op 1 mei en 8 mei 1932 gehouden.

## Uitslag

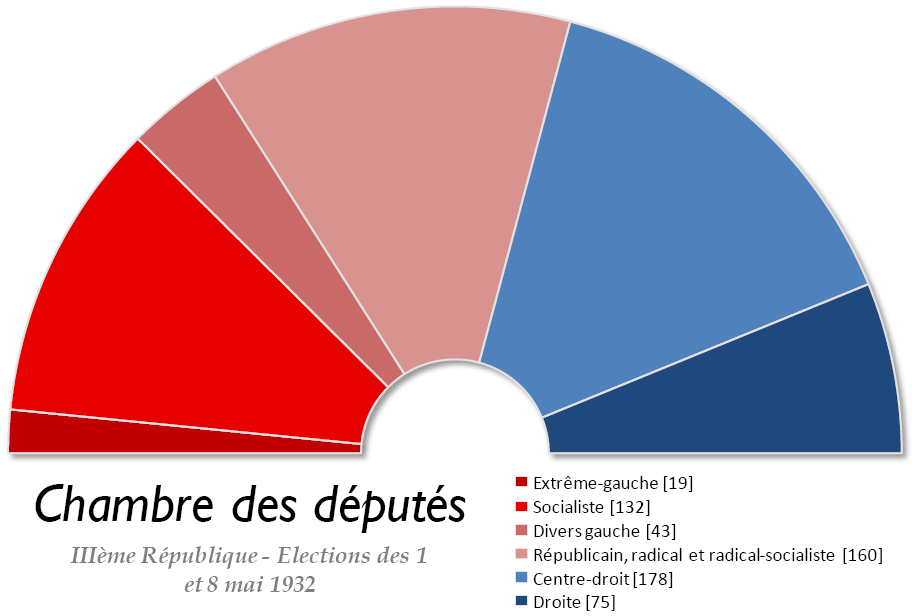
Verkiezingsuitslag

| Partij                                                                                          | %     | Zetels |
| ----------------------------------------------------------------------------------------------- | ----- | ------ |
| Democratische Volkspartij (Parti Démocrate Popular)                                             | 3,2%  | 16     |
| Republikeinse Unie (Union Républicaine)                                                         | 12,9% | 76     |
| Linkse Republikeinen (Gauche Républicaine)                                                      | 13,6% | 72     |
| Onafhankelijke Radicalen (Radicaux Indépendants)                                                | 10,0% | 62     |
| Onafhankelijken en Conservatieven                                                               | 6,1%  | 33     |
| Republikeinse Radicalen en Radicaal-Socialisten (Républicains Radicaux et Radicaux-Socialistes) | 19,2% | 157    |
| Republikeinse Socialistische Partij (Parti Républicaine Socialiste)                             | 5,4%  | 37     |
| Franse Sectie van de Arbeiders Internationale (Section Française de l'Internationale Ouvrière)  | 20,5% | 129    |
| Communistische Partij van Frankrijk (Parti Communiste Français)                                 | 8,3%  | 12     |
| Proletarische Unie Partij (Parti de l'Unite Proletaire)                                         | 0,8%  | 11     |
| Totaal                                                                                          | 100%  | 605    |